# Cystidia eurypyle
Cystidia eurypyle là một loài bướm đêm trong họ Geometridae.